# 정유섭
정유섭(鄭有燮, 1954년 12월 6일 ~ )은 대한민국의 관료, 정치인이다. 인천지방해양수산청장, 제20대 국회의원을 역임했다.

## 학력
- 1967년 인천부평동국민학교 졸업
- 1970년 인천중학교 졸업
- 1973년 제물포고등학교 졸업
- 1977년 고려대학교 법과대학 행정학 학사
- 1989년 스웨덴 세계해사대학교 대학원 해운학 석사

## 경력
- 1978년 22회 행정고시 합격
- 여수지방해운항만청 총무과 과장
- 국제노동기구 전문가 파견
- 주미한국대사관 해양관
- 해양부 행정관리담당관
- 해양부 해양정책과장
- 해양부 수산정책과장
- 건설교통부 수송물류심의관
- 건설교통부 광역교통기획관
- 한일수로회담 수석대표
- 한중 EEZ 경계획정회담 대표
- 우루과이 라운드 해운서비스협상대표
- 제29대 국립해양조사원 원장
- 인천지방해양수산청 청장
- 케이엘넷 대표이사
- 인천대학교 동북아물류대학원 겸임교수
- 제17대 한국해운조합 이사장
- 여객선안전재단 이사장
- 부평 미군기지 시민참여 위원장
- 새누리당 인천시당 부평구갑 당원협의회 운영위원장
- 2016년 5월 ~ 2020년 5월: 제20대 국회의원(인천 부평구 갑)
- 제20대 국회 전반기 산업통상자원위원회 위원
- 새누리당 인천시당 위원장
- 자유한국당 인천시당 위원장
- 자유한국당 중소기업특별위원장
- 제20대 국회 전반기 산업통상자원중소벤처기업위원회 위원
- 자유한국당 원내부대표
- 자유한국당 한국GM대책특별위원회 위원장
- 제20대 국회 전반기 예산결산특별위원회 위원
- 6.13지방선거 자유한국당 인천시당 공천관리간사
- 제20대 국회 후반기 운영위원회 위원
- 제20대 국회 후반기 산업통상자원중소벤처기업위원회 위원
- 제20대 국회 후반기 정치개혁특별위원회 간사
- 자유한국당 수석부위원장 겸 윤리위원회 위원장
- 제20대 국회 대법관(김상환) 임명동의에 관한 인사청문특별위원회 위원
- 자유한국당 인천시당 부평구(갑) 당협위원장
- 자유한국당 원내부대표
- 자유한국당 인천시당위원장 직무대행
- 제20대 국회 예산결산특별위원회 위원
- 제20대 국회 후반기 정치개혁특별위원회 위원
- 자유한국당 日수출규제 대책 특별위원회 위원
- 자유한국당 노동개혁 특별위원회 위원
- 국민의힘 인천 부평구 갑 당협위원장
- 국민의힘 홍준표 제20대 대통령 선거 예비후보 jp희망캠프 정무실장 겸 인천광역시 선대위원장
- 국민의힘 선거대책위원회 윤석열 대통령 후보 직속 후보전략자문위원회 위원
- 국민의힘 인천을 살리는 선거대책위원회 선거대책위원장단 공동선거대책위원장 겸 선거대책본부 직능총괄본부장
- 국민의힘 제20대 대통령선거 선거대책본부 윤석열 대통령 후보 직속 위원회 미래를 여는 희망위원회 위원
- 국민의힘 인천시당 6·1지방선거 공천관리위원회 부위원장
- 민선8기 인천시장직 인수위원회 위원장
- 민선8기 인천시장직 인수위원회 제물포르네상스 테스크포스팀장
- 전국화물차공제조합 이사장
- 국민의힘 인천시당 4.10 재보궐선거 공천관리위원회 위원장

## 논란

### 세비반납 공약 파기 논란
지난 2016년 4월13일 치러진 국회의원 선거에 출마한 현 정유섭 의원등 당시 새누리당 소속 후보자 40명은 국민을 상대로 조건부 세비 반납 약속을 했다.
이들은 갑을개혁, 일자리규제개혁, 청년독립, 4050자유학기제, 마더센터 등 대한민국을 위한 5대 개혁과제를 2017년 5월 31일까지 이행하지 못하면 1년치 세비를 국가에 기부 형태로 반납하겠다고 공언하였으며 .계약서를 작성하고“우리는 ‘대한민국과의 계약’에 서약합니다”라며 “서명일로부터 1년 후인 2017년 5월31일에도 5대 개혁과제가 이행되지 않을 경우, 새누리당 국회의원으로서 1년치 세비를 국가에 기부 형태로 반납할 것임을 엄숙히 서약합니다”라고 썼다. 거기다가 신문에 전면광고를 내고 이 광고를 1년간 보관해달라고 하였다. 이 약속에 이름을 올린 당시 후보는 40명이다. 이들 중 당선자는 26명(강석호, 강효상, 김광림, 김명연, 김무성, 김성태, 김순례, 김정재, 김종석, 박명재, 백승주, 오신환, 원유철, 유의동, 이만희, 이완영, 이우현, 이종명, 이철우, 장석춘, 정유섭, 조훈현, 지상욱, 최경환, 최교일, 홍철호)에 달한다.
그러나 국정농단 사태가 벌어지면서 5대과제의 이행은 하나도 되지 않았다. 공약 후 1년이 다되어 세비반납 공약이 논란이 되자 자유한국당 의원들은 이날 보도자료를 통해 "20대 총선에서 당선된 자유한국당 의원은 지난 1년간 5대 개혁과제 법안을 발의함으로써 계약 내용을 이행했다”고 말하였다.
그런데 이중 노동개혁을 위한 고용정책기본법 개정안은 마감 시한인 31일 전날 오전 발의됐되었으며 이들이 앞서 발의한 5개 법안은 이행이 된것이 하나도 없이 모두 해당 상임위에 계류 중인 상태다. 이를 두고 '법안 통과가 되지 않았는데 개혁 과제를 이행했다고 볼 수 있는가', 또 '세비 반납을 피하기 위해 졸속 발의한 것 아닌가' 등의 비판이 일고 있으며 약속했던 세비 반납의 조건이 '과제 이행' 여부였다는 점에서 법안 발의만으로는 약속을 이행했다고 할 수 있는지에 대해서는 논란이 되고 있다.

### 세월호 7시간 관련 발언 논란
2016년 12월 5일, 박근혜-최순실 게이트 국정조사 중 세월호 7시간이 탄핵 사유가 될 수 없다는 사유를 말하는 도중에 "대통령은 노셔도 되요, 7시간."이라고 발언해 논란을 일으켰다.

## 역대 선거 결과
|  | 44.73% |

|  | 34.21% |

|  | 41.82% |

## 소속 정당
| 소속 정당 | 소속 정당  | 소속 기간 | 비고      |
| --------- | ---------- | --------- | --------- |
|           | 한나라당   | 2008~2012 | 정계 입문 |
|           | 새누리당   | 2012~2017 | 당명 변경 |
|           | 자유한국당 | 2017~2020 | 당명 변경 |
|           | 미래통합당 | 2020      | 합당      |
|           | 국민의힘   | 2020~현재 | 당명 변경 |

## 같이 보기
- 부평구 갑
- 인천 부평구의 국회의원